# Distrito electoral de Harrison (condado de Sherman, Nebraska)
Harrison (en inglés: Harrison Precinct) es un distrito electoral ubicado en el condado de Sherman en el estado estadounidense de Nebraska. En el Censo de 2010 tenía una población de 707 habitantes y una densidad poblacional de 2,18 personas por km².

## Geografía
Harrison se encuentra ubicado en las coordenadas 41°8′48″N 99°7′13″O / 41.14667, -99.12028. Según la Oficina del Censo de los Estados Unidos, Harrison tiene una superficie total de 324.13 km², de la cual 324.03 km² corresponden a tierra firme y (0.03%) 0.1 km² es agua.

## Demografía
Según el censo de 2010, había 707 personas residiendo en Harrison. La densidad de población era de 2,18 hab./km². De los 707 habitantes, Harrison estaba compuesto por el 99.43% blancos, el 0% eran afroamericanos, el 0.14% eran amerindios, el 0.14% eran asiáticos, el 0% eran isleños del Pacífico, el 0% eran de otras razas y el 0.28% pertenecían a dos o más razas. Del total de la población el 1.27% eran hispanos o latinos de cualquier raza.